# Liste der derzeitigen Vorsteher der Ostkirchen
Liste der derzeitigen Vorsteher der Ostkirchen
Eine zusammenfassende Übersicht über alle Ostkirchen bietet der Artikel Vorreformatorische Kirchen.

## Altorientalische Kirchen
- Assyrische Kirche des Ostens: Awa Royel seit 2021
  - Indische Metropolie der Kirche des Ostens („Chaldäisch-Syrische Kirche des Ostens“): Mar Aprem Mooken seit 1968
- Alte Kirche des Ostens (Altkalendarier): Gewargis III. Younan seit 2023, Sitz: Bagdad

- Koptische Kirche: Papst Tawadros II. seit 2013, Sitz: Kairo
- Äthiopisch-Orthodoxe Tewahedo-Kirche: Patriarch Mathias seit 2013, Sitz: Addis Abeba
- Eritreisch-Orthodoxe Tewahedo-Kirche:  vakant seit 2022, Sitz: Asmara

- Syrisch-Orthodoxe Kirche: Patriarch Ignatius Ephräm II. Karim seit 2014, Sitz: Mor Ephrem Seminar in Ma'arat Sayyidnaya bei Damaskus
  - Malankara Syrisch-Orthodoxe Kirche: Katholikos Baselios Thomas I. seit dem 26. Juli 2002
- Malankara Orthodox-Syrische Kirche („Indian Orthodox Church“):  Baselios Marthoma Mathews III. seit 2021
- Syrisch-Orthodoxe Kirche von Europa: Mor Severius Moses seit 2009

- Armenische Apostolische Kirche
  - Katholikat „Aller Armenier“ in Etschmiadsin: Katholikos Karekin II. Nersissian seit dem 27. Oktober 1999, Sitz: Etschmiadsin, Armenien
  - Katholikat von Kilikien: Katholikos Aram I. seit dem 1. Juli 1995, Sitz: Antelias, Libanon

## Orthodoxe Kirchen

### Autokephale Kirchen
Fünf Hauptpatriarchate liegen in Alexandria, Antiochia, Konstantinopel, Jerusalem und Rom.
Dies waren die wichtigsten christlichen Bistümer im 6. Jahrhundert. Konstantinopel kommt als Zentrum der östlichen Christenheit einer besonderen Bedeutung zu (Ehrenprimat innerhalb der orthodoxen Kirchenhierarchie). Die Position eines Patriarches ist aber nicht vergleichbar mit der des Papstes, der jüngst (2006) auf den zusätzlichen Ehrentitel Patriarch des Abendlandes verzichtet hat. Der Sitz des Patriarchen von Antiochien liegt in
Damaskus. Gegenwärtig gibt es neun orthodoxe Patriarchate. Die Patriarchen stehen den jeweiligen Kirchen vor, sie üben Rechtsprechung aus und werden von den Bischöfen gewählt.
- Ökumenisches Patriarchat von Konstantinopel: Bartholomäus I. seit dem 2. November 1991, Sitz: Istanbul
- Patriarchat von Alexandria: Theodoros II. seit dem 9. Oktober 2004, Sitz: Alexandria
- Patriarchat von Antiochia: Johanna X. seit dem 23. Dezember 2012, Sitz: Damaskus
- Patriarchat von Jerusalem: Theophilos III. seit dem 22. August 2005, Sitz: Jerusalem

Ein Neupatriarchat gibt es in Moskau: (seit dem 11. Jahrhundert, es bestand auch in der Sowjetunion fort).
- Russisch-Orthodoxe Kirche: Kyrill I. seit dem 1. Februar 2009, Sitz: Moskau

Kanonische Kirchen, d. h. anerkannt durch eine oder mehreren der Hauptpatriarchate sind:
- Georgisch-Orthodoxe Kirche: Ilia II. seit dem 23. Dezember 1977, Sitz: Tiflis
- Serbisch-Orthodoxe Kirche: Porifirije seit dem 19. Februar 2021, Sitz: Belgrad
- Rumänisch-Orthodoxe Kirche: Daniel seit dem 12. September 2007, Sitz: Bukarest
- Bulgarisch-Orthodoxe Kirche: Daniil seit dem 30. Juni 2024, Sitz: Sofia
- Zypriotisch-Orthodoxe Kirche: Georgios III. seit dem 8. Januar 2023, Sitz: Nikosia
- Griechisch-orthodoxe Kirche: Ieronymos II. seit 16. Februar 2008, Sitz: Athen
- Albanisch-Orthodoxe Kirche: seit 25. Januar 2025 vakant; davor seit dem 24. Juni 1992 Anastasios, Sitz: Tirana
- Polnisch-Orthodoxe Kirche: Sawa seit 1998, Sitz: Warschau
- Orthodoxe Kirche der Ukraine: Epiphanius seit 2018, Sitz: Kiew
- Tschechische und Slowakische Orthodoxe Kirche: Rastislav seit 2014
- Orthodoxe Kirche in Amerika: Tichon seit 2012 (nur von Moskau anerkannt)

### Autonome Kirchen
- Orthodoxe Kirche vom Berg Sinai: Damianos seit 1973
- Orthodoxe Kirche Finnlands: Leo seit dem 25. Oktober 2001
- Orthodoxe Kirche in Japan: Daniel seit 2000
- Estnisch-Orthodoxe Kirche Ökumenisches Patriarchat: Stephan seit dem 16. März 1999
- Estnisch-Orthodoxe Kirche Moskauer Patriarchats: Jewgeni seit dem 3. Juni 2018
- Ukrainisch-Orthodoxe Kirche Moskauer Patriarchats: Onufrij seit 2014
- Lettisch-Orthodoxe Kirche Moskauer Patriarchats: Alexander seit dem 23. Juli 1989
- Belarussisch-Orthodoxe Kirche: Pavel seit 2013
- Orthodoxe Kirche Bessarabiens: Petru seit 1992
- Moldauisch-Orthodoxe Kirche - Patriarchat von Moskau: Wladimir seit 1989
- Russisch-Orthodoxe Auslandskirche: Nicholas seit 2022

### Nichtkanonische Kirchen
- Mazedonische autokephale Kirche: Stephan seit dem 10. Oktober 1999
- Montenegrinisch-Orthodoxe Kirche: Mihailo seit dem 6. Januar 1997
- Belarussische autokephale Kirche: Iziaslau seit Mai 1984
- Altritual-russische-orthodoxe Kirche: Corneille seit dem 18. Oktober 2005
- Altritual-orthodoxe Kirche Lipowas: Leonce seit dem 24. Oktober 1996
- Altorthodoxe russische Kirche: Alexander seit 2000
- Abchasisch-Orthodoxe Kirche: Bessarion Apliaa seit 2008
- Französisch-Orthodoxe Kirche: Germain
- Türkisch-Orthodoxes Patriarchat: Baba Eftim IV. seit 2002

## Katholische Ostkirchen
Zurzeit gibt es sieben katholische Patriarchen der Ostkirchen. Sie werden von den Bischöfen der Gliedkirche gewählt und vom Papst bestätigt.

### Patriarchialkirchen
- Maronitische Kirche: Béchara Pierre Raï seit 15. März 2011, Sitz: Bkerke
- Koptisch-katholische Kirche: Ibrahim Isaac Sidrak seit 18. Januar 2013
- Armenisch-katholische Kirche: Raphaël Bedros XXI. Minassian seit 24. Oktober 2021 Sitz: Bzommar, Libanon
- Syrisch-katholische Kirche: Ignatius Joseph III. Younan seit 21. Januar 2009 Sitz: Damaskus
- Melkitische Griechisch-katholische Kirche: Joseph I. seit 2017 Sitz: Damaskus
- Chaldäisch-katholische Kirche: Louis Raphaël I. Sako seit 1. Februar 2013, Sitz: Bagdad

### Großerzbischöfliche Kirchen
- Ukrainische Griechisch-katholische Kirche: Swjatoslaw Schewtschuk seit 25. März 2011, Sitz: Kiew
- Syro-malabarische Kirche: Raphael Thattil seit 2024
- Syro-malankarische Kirche: Isaac Cleemis Thottunkal seit 2007
- Rumänische griechisch-katholische Kirche: Lucian Mureșan seit 1994

### Metropolitische Kirchen
- Ruthenisch-Byzantinisch-Katholische Kirche: Teodor Mazapula IVE seit 2024
- Äthiopisch-Katholische Kirche: Berhaneyesus Demerew Souraphiel seit 1999
- Slowakische griechisch-katholische Kirche: Jonáš Jozef Maxim MSU seit 2023
- Eritreisch-Katholische Kirche: Menghisteab Tesfamariam seit 2015

## Andere orientalische Kirchen
- Mar-Thoma-Kirche: Theodosius Mar Thoma seit 24. November 2020
- Unabhängige Syrische Kirche von Malabar: Cyril Mar Basilius I. seit Mai 2001